# Lijst van rijksmonumenten in Esch
De plaats Esch telt 12 inschrijvingen in het rijksmonumentenregister. Hieronder een overzicht.
| Object                                       | Oorspronkelijke functie?  | Bouwjaar                        | Architect                        | Locatie                         | Coördinaten?                  | Nr.?   | Afbeelding                    |
| -------------------------------------------- | ------------------------- | ------------------------------- | -------------------------------- | ------------------------------- | ----------------------------- | ------ | ----------------------------- |
| Toren van de R.K.Kerk van de H. Willibrordus | Kerk en kerkonderdeel     | laatste helft 15e eeuw          |                                  | Dorpsstraat 8                   | 51° 36' 42" NB, 5° 17' 31" OL | 15375  | Meer afbeeldingen             |
| Breeacker                                    | Boerderij                 | 18e eeuw                        |                                  | Gestelseweg 1                   | 51° 36' 53" NB, 5° 18' 7" OL  | 15376  | Meer afbeeldingen             |
| Fundatie voor zes oude mannen                | Sociale zorg, liefdadigh. | 1491 (gesticht) 1803 (herbouwd) |                                  | Haarenseweg 20                  | 51° 36' 50" NB, 5° 17' 8" OL  | 15377  | Fundatie voor zes oude mannen |
| Pastorie                                     | Kerkelijke dienstwoning   | 1890                            |                                  | Dorpsstraat 10                  | 51° 36' 43" NB, 5° 17' 32" OL | 517026 | Meer afbeeldingen             |
| Heilig Hartbeeld                             | Gedenkteken               | 1890                            |                                  | Pastorie/kerk Dorpsstraat (bij) | 51° 36' 42" NB, 5° 17' 33" OL | 517027 | Heilig Hartbeeld              |
| Den Eikenhorst: hoofdgebouw                  | Kasteel, buitenplaats     | 1827                            | J. Dony (tuinkamer uit ca. 1900) | Hal 13A                         | 51° 37' 9" NB, 5° 18' 46" OL  | 527238 | Meer afbeeldingen             |
| Den Eikenhorst: tuin en parkaanleg           | Tuin, park en plantsoen   | vroeg 19e eeuw                  |                                  | Hal bij 13A                     | 51° 37' 8" NB, 5° 18' 46" OL  | 527239 | Meer afbeeldingen             |
| Den Eikenhorst: koetshuis annex oranjerie    | Bijgebouwen kastelen enz. | vroeg 19e eeuw                  |                                  | Hal bij 13A                     | 51° 37' 9" NB, 5° 18' 46" OL  | 527240 | Meer afbeeldingen             |
| Den Eikenhorst: kinderspeelhuis              | Bijgebouwen kastelen enz. | vroeg 19e eeuw                  |                                  | Hal bij 13A                     | 51° 37' 9" NB, 5° 18' 46" OL  | 527241 | Meer afbeeldingen             |
| Den Eikenhorst: tuinmuur en koude bakken     | Tuin, park en plantsoen   | 19e eeuw (muur)                 |                                  | Hal bij 13A                     | 51° 37' 9" NB, 5° 18' 46" OL  | 527242 | Meer afbeeldingen             |
| Den Eikenhorst: hekpijlers                   | Tuin, park en plantsoen   | 19e eeuw                        |                                  | Hal bij 13A                     | 51° 37' 9" NB, 5° 18' 46" OL  | 527243 | Meer afbeeldingen             |
| Den Eikenhorst: portierswoning               | Bijgebouwen kastelen enz. | 1909                            |                                  | Hal 11                          | 51° 37' 1" NB, 5° 18' 52" OL  | 527244 | Meer afbeeldingen             |